# Simulium buxtoni
Simulium buxtoni es una especie de insecto del género Simulium, familia Simuliidae, orden Diptera.
Fue descrita científicamente por Austen, 1923.